# Ploeren

Ploeren este o comună în departamentul Morbihan, Franța. În 1 ianuarie 2022 avea o populație de 6.781 de locuitori.